# نوشکارچیان
نوشکارچیان (نام علمی: Neovenatoridae) نام یک تیره از گوشت‌خزندگان است که بین ۱۳۰ تا ۹۰ میلیون سال پیش در آمریکای شمالی، آمریکای جنوبی، آسیا، آفریقا و اروپا می‌زیستند و خویشاوندی نزدیکی با تیزدندان‌خزندگان داشتند. نوشکارچیان شامل آخرین دایناسورهای کارنوسور بودند و با انقراضشان نسل این گروه از دایناسورها به کامل منقرض شد.